# Каленоу-Хаджи-Муса
Каленоу-Хаджи-Муса (перс. قلعه نوحاجی موسی‎) — село на севере Ирана, в остане Тегеран. Входит в состав шахрестана Тегеран. Является частью дехестана (сельского округа) Афтаб бахша Афтаб.

## География
Село находится в центральной части остана, к востоку от автодороги , на расстоянии приблизительно 4 километров (по прямой) к югу от города Тегеран, административного центра шахрестана. Абсолютная высота — 1051 метр над уровнем моря.

## Население
По данным переписи 2006 года население села составляло 903 человека (498 мужчин и 405 женщин). В Каленоу-Хаджи-Мусе насчитывалось 209 домохозяйств. Уровень грамотности населения составлял 60,4 %. Уровень грамотности среди мужчин составлял 63,5 %, среди женщин — 56,8 %.
В 2016 году в селе имелось 300 домохозяйств и проживало 1079 человек (565 мужчин и 514 женщин).